# اسحاق ترک
اِسْحاقِ تُرْک، از داعیان ابومسلم خراسانی (ه م) در نیمه اول سده ۲ق (۱۳۷ ه / ۷۵۴ م). او مبلغی بود که ابومسلم خراسانی، فرمان‌دار خراسان و شخصیتی برجسته در جنبش سیاه‌جامگان، وی را به نزد مردمان ترک فرارود گسیل داشته بود. وی گرایش‌هایی زرتشتی یا خرم‌دینی داشت و پس از آن که خلیفه منصور عباسی ابومسلم را به قتل رساند، وی اعلام داشت که ابومسلم رسول و فرستادهٔ زرتشت بوده، و در کوه‌های ری زنده باقی‌مانده است و از آن جا بازخواهد گشت. بدین‌سان وی فرمان‌برداری و وفاداری گروه‌های وفادار به ابومسلم را دست‌آورد و جنبش اسحاقیان را علیه عباسیان آغاز کرد.

## نسب
دربارهٔ نسب اسحاق ترک اختلاف وجود دارد ولی گفته‌اند که او از علویان و از فرزندان یحیی بن زید بن علی بود که در عهد نصر بن سیار در خراسان به سال ۱۲۵ در جوزجان کشته شد و او از ترس امویان به بلاد ترک رفت و درین نواحی می‌گشت و درین وقت این مذهب را آشکار کرد. در بعضی روایت‌ها به این دلیل به او ترک می‌گویند که به فرمان ابومسلم در میان ترکان به رسالت رفته بود. موسوم بودن او به اسحاق این حدس را که او به دین یکی از فرقه‌های خالص ایرانی معتقد بوده، ضعیف می‌کند و به نام مسلمانان می‌ماند، ممکن است اسلام آورده بوده و بعد دوباره به دین قدیم خود رجوع کرده باشد.

## قیام
در مورد تاریخ دقیق قیام این شخص گزارش منابع ضد و نقیض است ولی در مجموع سالهای قیام او را می‌توان در حدود سالهای ۱۳۷–۱۴۰ ه‍.ق دانست. چرا که در زمانی که او قیام کرد عامل خراسان شخصی است به نام ابو داوود خالد بن ابراهیم که ابومسلم در وقت رفتن به عراق او را جانشین خود کرده بود و پس از قتل ابومسلم خلیفه وی را از این مذهب به زیر کشیده بود. اسحاق پس از کشته شدن ابومسلم به دست منصور از محبوبیت ابومسلم در این منطقه استفاده کرد و مردم را علیه حکومت عباسیان به قیام دعوت نمود و از آنجایی که در این مناطق هنوز تعداد زیادی معتقد به آیین و دین باستانی خود بودند به سرعت برای دستیابی به اهداف خود به دور او گرد آمدند.

## عقاید
عقاید اسحاق شباهت بسیاری با عقاید پیروان سنباد دارد. او مدعی بود که ابومسلم زنده است و در کوه‌های ری ساکن است و در وقت معین خارج خواهد شد. یکی از روایتها که ابن الندیم نقل کرده است این است که اسحاق پس از قتل ابومسلم مردم را به رسالت ابومسلم خواند و می‌گفت ابومسلم پیغمبری است فرستاده زرتشت و زرتشت زنده است و نمرده و نمی‌میرد و برای اقامه و برقراری دین خود ظهور خواهد کرد. اهمیت این عقاید به خصوص در اینجاست که اسحاق با اینکه در ماوراءالنهر که ترک و ایرانی با هم بوده‌اند، دعوت می‌کرده، و این عقاید را که زرتشت پیغمبری ایرانی است، را رواج می‌داده است.

## سرانجام
آگاهی درستی از سرنوشت اسحاق نداریم. ظاهراً او را ابوداود خالد بن ابراهیم تا سال ۱۴۰ هجری از میان برداشته است. این فرماندار خود در مرو، در دروازه کشمیهن از بام افتاد و مرد. به نوشته طبری مردمی از لشکریان بر او شوریدند و محل اقامت او را فرا گرفتند و او برای تحریص یاران خود به پشت بام رفته بود که افتاد و مرد. به گمان، شورشی که در آن ابوداود کشته شد، شورش اسحاق یا هوادارنش بوده است.

## میراث
پیروان اسحاق، مانند بسیاری دیگر از گروه‌های مسلمیه، به عنوان حامیان جنبش خرم‌دینی، که شاخه‌ای بود برآمده از فرقهٔ مزدکی زرتشتی، که در آن ابومسلم نیز مورد احترام بود، شناخته شده‌اند.

دربارهٔ اسحاق ترک در رویهٔ ۱۶۹ کتاب دو قرن سکوت تألیف عبدالحسین زرین کوب نقل شده که 
این اسحق درست معلوم نیست چه کسی بوده است قولی هست که از نسل زید بن علی و دعوی امامت داشت، روایت دیگر آن است که مردی بود عامی، از مردم ماوراءالنهر که با جنیان دعوی ارتباط داشت. ظاهراً آنچه سبب شده است هویت و حقیقت حال او مکتوم بماند آن است که با هر فرقه از مردم طوری دیگر سخن می‌گفته است و مصلحت وقت را بدین گونه رعایت می‌کرده است. به هرحال، این اسحق از پیروان و هواخواهان ابومسلم بود و مطابق بعضی روایات او را بدان سبب ترک می‌خواندند که وقتی به فرمان ابومسلم در میان ترکان بر سالت رفته بود. باری نوشته‌اند چون ابومسلم کشته شد، یارانش بگریختند و به بلاد دیگر رفتند. این اسحق نیز که از یاران ابومسلم بود به ترکستان رفت و در آنجا دعوت آغاز کرد و مردم آن بلاد بر گرد وی فراز آمدند. گفته‌اند که وی در ماوراءالنهر مردم را به خویشتن دعوت کرد و چنان فرانمود که وی جانشین زرتشت است و مدعی شد که زرتشت زنده است و بزودی دیگر بار ظهور خواهد کرد تا دین خویش را آشکار سازد؛ و بدینگونه، در خراسان ظاهراً دعوت وی انتشار تمام یافت.